# Adem Redjem
Adem Redjem (en arabe : أدم رجم, en tifinagh : ⴰⴷⴻⵎ ⵔⴻⴷⵊⴻⵎ) est un footballeur algérien né le 1er janvier 1997 à Constantine. Il évolue au poste d'ailier gauche à Modern Future.

## Carrière

### En club

#### Avec la JS Kabylie (2023-2025)
En janvier 2023, il signe, avec la JS Kabylie, jusqu’à la fin de la saison 2024-2025. Il arrive à la JSK sur un transfert payant, en provenance du Paradou AC.
Il se met en évidence, pour la première fois, avec les Canaris, le 29 avril 2023, en inscrivant un but, en quarts de finale retour de la Ligue des champions de la CAF 2022-2023, face à l'Espérance sportive de Tunis, au Stade olympique de Radès, dans un match nul de 1-1.
Lors de la 23e journée du championnat d'Algérie de la saison 2022-2023, le 18 mai 2023, il inscrit son deuxième but, avec la JSK, dans une victoire de 4-0, face au MC Oran, au Stade du 1er-novembre-1954, à Tizi Ouzou.
Lors de la 25e journée du championnat, le 6 juin 2023, il inscrit son troisième but, dans une victoire de 2-0, face au MC Alger, toujours, au Stade du 1er-novembre-1954.
Lors de la 26e journée du championnat, le 1er juillet 2023, au Stade du 20-août-1955, à Béchar, face à la JS Saoura, il inscrit son quatrième but, dans un match nul de 2-2.
Sous les couleurs de la JS Kabylie, il termine la saison 2022-2023, avec quatre buts à son compteur, sur 13 matchs joués.
En juin 2025, en fin de contrat avec la JSK, il quitte le club.

## Record mondial
Le 1er avril 2023, au Stade Mohammed-V, avec la JS Kabylie, Adem Redjem réussit sept dribbles, en 31 minutes, face au club marocain du Wydad Casablanca, dans la dernière journée de la phase de poules de la Ligue des champions de la CAF 2022-2023. Il efface le record de Jérémy Doku l’international belge qui en avait réussi six en 45 minutes.

## Palmarès

### En club
CS Constantine
- Championnat d'Algérie (1) :
  - Champion : 2017-2018.